# Uwe-Düne
Die Uwe-Düne, auch Uwedüne oder Uwe Düne geschrieben, ist mit 52,5 m ü. NHN die höchste Erhebung der deutschen Nordsee-Insel Sylt und wird im Umkreis von etwa 40 Kilometern von keiner natürlichen Erhebung überragt; der nordöstlich in Dänemark liegende Vongshøj ist mit 62 m Höhe der nächsthöhere Nachbar. Ihre geographische Dominanz übertrifft damit jene der Zugspitze deutlich.
Die Düne liegt etwa 1 km westlich des Ortskerns von Kampen und etwa 300 m östlich der Steilküste Rotes Kliff. Eine Holztreppe mit 110 Stufen führt seit den 1920er Jahren zur Aussichtsplattform auf ihrem Gipfel. Der Ausblick umfasst große Teile der Mitte und des Nordens von Sylt und reicht bei entsprechendem Wetter bis weit auf das Meer hinaus, bis zur dänischen Nordsee-Insel Rømø und zum deutsch-dänischen Festland.
Die Höhe der 52,5 m hohen Düne wird teils mit nur 50 m angegeben, was sich auf eine 50,2 m hohe, gipfelnahe Stelle bezieht.
Benannt ist die Düne nach dem Juristen Uwe Jens Lornsen (1793–1838), einem Vorkämpfer für die Vereinigung der damals noch bestehenden Herzogtümer Schleswig und Holstein zu einem von Dänemark unabhängigen schleswig-holsteinischen Staat.

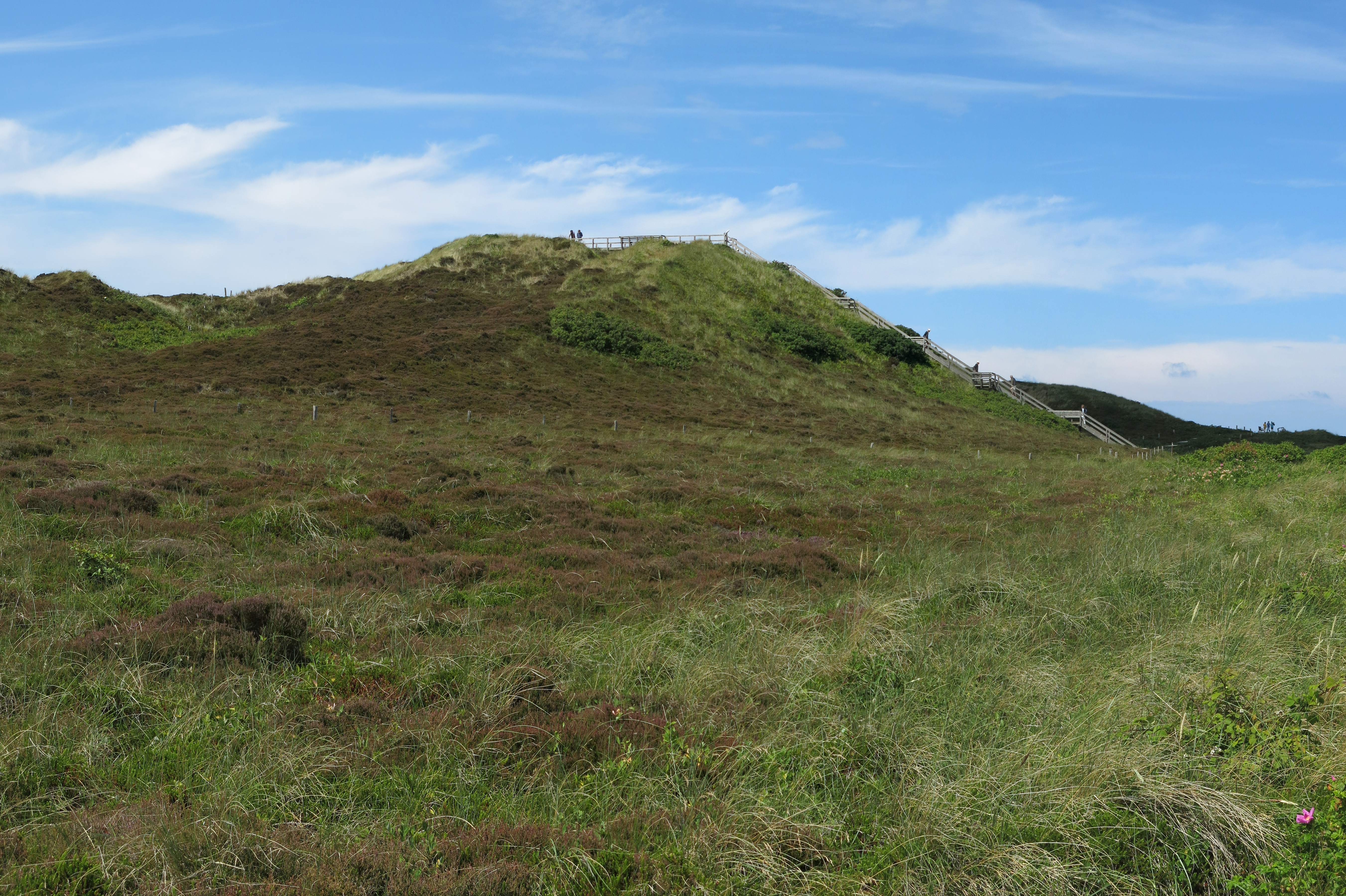
Uwe-Düne von Osten
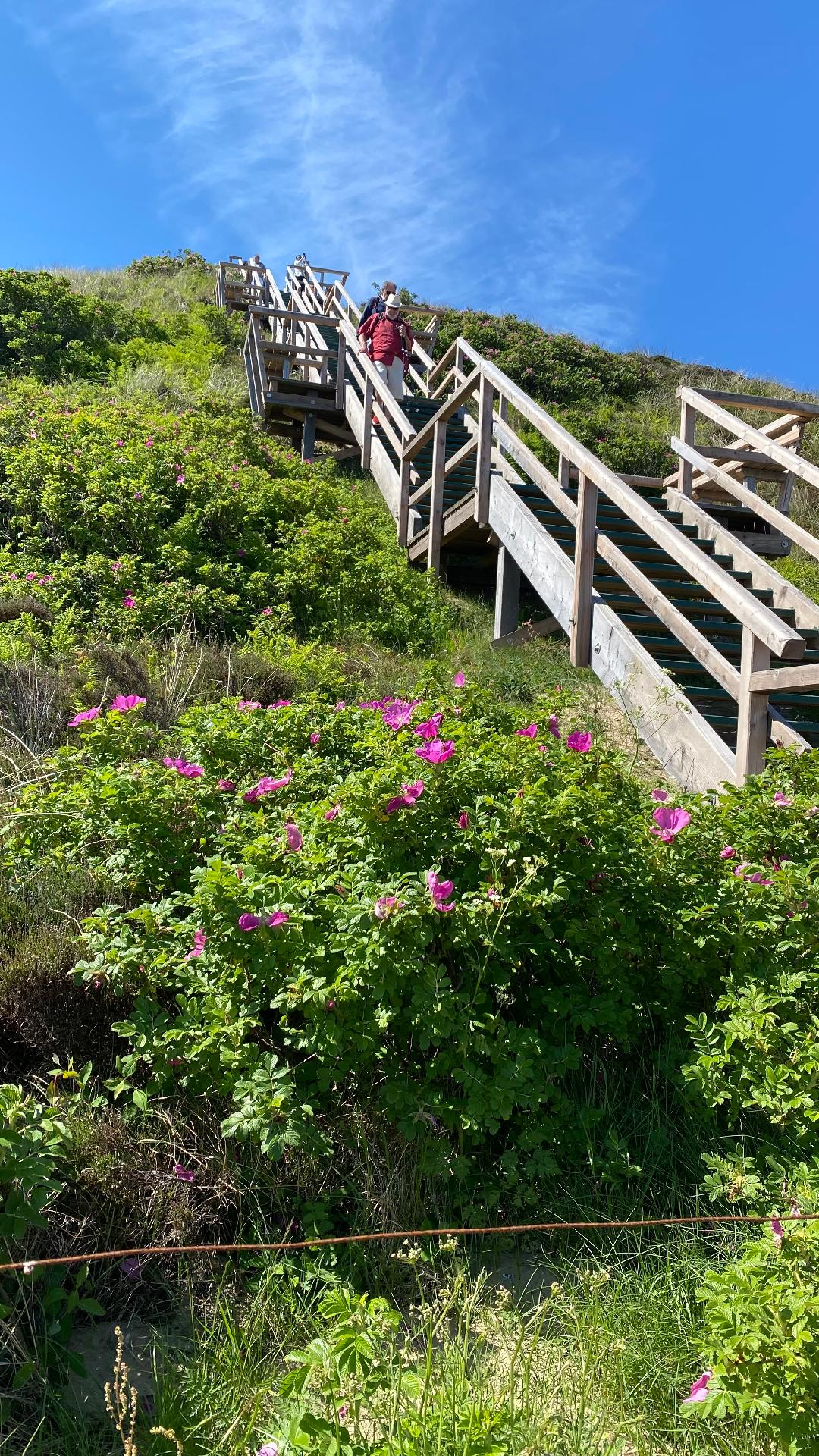
Treppe zur Uwe-Düne 2021

## Weblink
- Panoramaansicht auf panorama-photo.net